# Gigatitan
Gigatitan — викопний рід комах-титаноптерів, що існував на території сучасного Киргизстану в тріасовому періоді. Типовий вид — Gigatitan vulgaris, описаний Олександром Григоровичем Шаровим, радянським палеоентомологом, у 1968 р.. Скам'янілості Gigatitan були знайдені у формації Madygen. Це типовий рід родини Gigatitanidae, до якої також входять близькоспоріднені Nanotitan і Ootitan.

## Опис
Gigatitan був великою комахою, типовий вид G. vulgaris мав розмах крил до 40 сантиметрів. Хоча він мав великі крила, з площею заднього крила, близькою до сучасних великих прямокрилих Pseudophyllanax imperialis, його об'єм тіла оцінюється приблизно на 150 % важчим, що свідчить про те, що Gigatitan, можливо, не міг літати, але, ймовірно, був здатний планерувати.

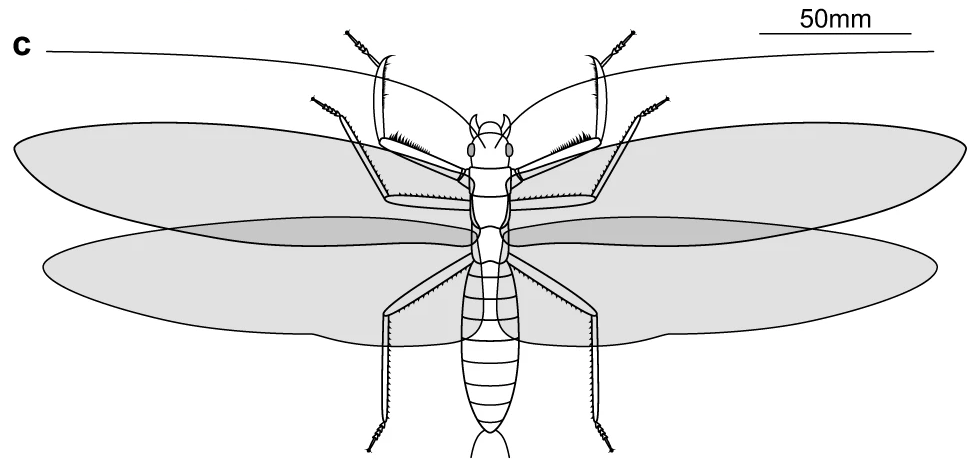
Реконструкція G. vulgaris

При житті Gigatitan були хижаками подібними до богомолів, з такими ж збільшеними передніми лапами та шипами для захоплення здобичі. Вони мали темні поперечні смуги на крилах, подібні до смуг у денних богомолів Blepharopsis mendica. Крім того, їхні крила могли створювати спалахи, що діяли лише вдень і, можливо, суттєво зменшували загрозу від хижаків. За цими ознаками можна припустити, що Gigatitan був денним хижаком. Як і в інших титаноптерів, його передні крила мали помітні рифлені ділянки, що свідчить про можливе використання їх для стридуляції — створення звуку — але, на відміну від сучасних коників або цвіркунів, і самці, і самки Gigatitan мали ці спеціалізовані крила.
Яйцеклад Gigatitan мав гострі ріжучі краї. Вони, ймовірно, використовувалися для вирізання отворів у рослинах для відкладання яєць, як у деяких сучасних прямокрилих.